# كارل غونارسون
كارل غونارسون (بالسويدية: Carl Gunnarsson)‏ هو لاعب هوكي جليد سويدي، ولد في 9 نوفمبر 1986 في أوربرو في السويد.

## وصلات خارجية
- كارل غونارسون على موقع دوري الهوكي الوطني (الإنجليزية)
- كارل غونارسون على موقع EliteProspects.com (الإنجليزية)
- كارل غونارسون على موقع Eurohockey.com (الإنجليزية)
- كارل غونارسون على موقع HockeyDB.com (الإنجليزية)
- كارل غونارسون على موقع Hockey-Reference.com (الإنجليزية)